# Rachel Neylan
Rachel Neylan (Sydney, 9 de março de 1982) é uma ciclista profissional australiana. O seu melhor resultado é o 2.º posto conseguido no Campeonato Mundial em Estrada 2012, no entanto problemas nas equipas europeus, incluindo lesões e um acidente de tráfico fez que voltasse a seu país primeiro de maneira amador e desde 2015 de forma profissional.

## Infância e adolescência
De jovem desde os 8 anos dedicou-se ao atletismo. Depois de graduarse em Ciências Aplicadas em Fisioterapia na Universidade de Sydney com 21 anos procurou atividades onde aplicar seus conhecimentos. Primeiro provou com o remo durante 12 meses, depois o atletismo e posteriormente, com 25 anos, inscreveu-se num programa de captación de talentos de ciclismo no que devido a seus bons resultados foi seleccionada para continuar com uma formação competitiva.

## Trajectória desportiva
Começou a aparecer nos primeiros postos nos calendários nacionais de Oceania conseguindo o 6.º posto no Campeonato da Austrália em Estrada e no Campeonato de Oceania em Estrada em 2009. Isso a deu acesso a várias equipas amadoras internacionais durante os anos 2009 e 2010 com os que poder disputar carreiras fora de seu continente.
Finalmente em 2011 conseguiu o salto a profissionais com a equipa estadounidense Diadora-Massa Zara ainda que sem destacar demasiado passando a Europa em 2012 com a equipa Abus-Nutrixxion. Nesse 2012 só destacou em Austrália e em alguma prova isolada amador e apesar de ter diversos problemas com sua equipa conseguiu o 2.ª posto no Campeonato Mundial em Estrada. Isso a deu a oportunidade de fichar por uma equipa de melhor nível, o Hitec Products-UCK. No entanto, outros problemas desta vez com lesões, um acidente de tráfico e outros problemas pessoais fez que mal tivesse resultados destacados e abandonou o ciclismo profissional temporariamente ainda que seguia participando a modo competitivo em algumas carreiras internacionais com a Selecção da Austrália e inclusive individualmente -por exemplo correu com o «Misto1» (formado maioritariamente por corredoras do BZK Emakumeen Bira) a Durango-Durango Emakumeen Saria 2014-.
Em março do 2015 voltou a profissionalismo com a equipa de seu país, o Orica-AIS, onde conseguiu sua primeira vitória profissional, o Trophée d'Or Féminin onde ademais ganhou a 3.ª etapa, competindo com a selecção da Austrália.

## Palmarés
- 2012
  - 3.ª no Campeonato da Austrália em Estrada 
  - 3.ª no Campeonato de Oceania em Estrada 
  - 2.ª no Campeonato Mundial em Estrada

- 2015
  - 2.ª no Campeonato da Austrália em Estrada  (como amador)[14]
- Trophée d'Or Féminin, mais 1 etapa
- Cadel Evans Great Ocean Road Race Women

- 2016
  - 3.ª no Campeonato da Austrália em Estrada
- Grande Prêmio de Plumelec-Morbihan Feminino

- 2019
  - 1 etapa da Gracia-Orlová

## Resultados em Grandes Voltas e Campeonatos do Mundo
Durante a sua carreira desportiva tem conseguido os seguintes postos nas Grandes Voltas femininas e nos Campeonatos do Mundo em estrada:
| Carreira           | 2011 | 2012 | 2013 | 2014 | 2015 | 2016 | 2017 | 2018 | 2019 |
| ------------------ | ---- | ---- | ---- | ---- | ---- | ---- | ---- | ---- | ---- |
| Giro d'Italia      | Ab.  | -    | -    | -    | 32.ª | -    | -    | Ab.  | 46.ª |
| Tour de l'Aude     | X    | X    | X    | X    | X    | X    | X    | X    | X    |
| Grande Boucle      | X    | X    | X    | X    | X    | X    | X    | X    | X    |
| Mundial em Estrada | -    | 2.ª  | -    | 24.ª | 19.ª | -    | 54.ª | -    | -    |

-: não participa

Ab.: abandono

X: edições não celebradas

## Equipas
- Diadora-Massa Zara (2011)
- Abus-Nutrixxion (2012)
- Hitec Products-UCK (2013)
- Orica-AIS (2015[15]-2017)
- Movistar Team (2018)
- Team Virtu Cycling Women (2019)
- Casa Dorada[16] (2020)